# Pine Cay
Pine Cay je otok površine 3.2 km2 na otocima Turks i Caicos. Otok je u privatnom vlasništvu, sa 36 privatnih kuća i malim ekskluzivnim odmaralište The Meridian Club. Meridian Club sastoji se od 13 hotelskih soba uz plažu, restorana, klupske kuće, bara i malog spa centra.
Na otoku je bilo prvo turističko naselje na otocima Turksu i Caicosu. Planirano je 1950-ih. Klub Meridijan osnovan je početkom sedamdesetih godina prošlog stoljeća.
Pine Cay širok je manje od 1.5 km i dugačak 3 km. Promet je ograničen na električna kolica za golf i bicikle. Glavna plaža je duga oko 3.2 km. Postoji popločana pista koja prima male privatne zrakoplove i helikoptere.

## Vanjske poveznice
- Službena stranica Turks and Caicosa na nekoliko otoka, uključujući ovaj
- Klub Meridian